# Erling Frick
Erling Gustav Harald Frick, född 7 november 1942 i Visby, Gotlands län, död 29 november 2004 i Grytnäs församling, Dalarnas län, grundskollärare och bibliotekarie. Han var författare till flera böcker och föredrag om serier – bland andra Tecknade serier i undervisningen (1977) och Vad vet du om tecknade serier? (1996).
Åren 1985–1989 var Erling Frick ordförande i Seriefrämjandet. Under hans år som ordförande inleddes utgivningen av föreningens utmärkelse Urhunden (ursprungligen Urhundenplaketten).
Frick var bosatt och verkade i Avesta.